# ニコライ・バソフ
ニコライ・ゲンナディエヴィチ・バソフ（ロシア語: Николай Геннадиевич Басов, ラテン文字転写: Nikolai Gennadievich Basov、1922年12月14日 - 2001年7月1日）はロシアの物理学者で教育者。

## 生涯
現在のリペツク州にあるウスマニの街に生まれた。メーザー、レーザーの発明に繋がった量子エレクトロニクス分野の基礎研究により、チャールズ・タウンズ、アレクサンドル・プロホロフとともに1964年度のノーベル物理学賞を受賞した。
彼はヴォロネジの学校を1941年に卒業した後、軍のクイビシェフ軍事医学アカデミーに所属した。1943年にアカデミーを卒業すると従軍し、第二次世界大戦の第一次ウクライナ戦線に参加した。
バソフは1950年にモスクワ物理工科大学を卒業した。そして、ほどなく同大学の教授に就任して、レベデフ物理学研究所に勤務した。1953年には博士号の候補となり、1956年に取得した。後に1973年から88年にはここの研究所の所長を務めた。1962年に彼はロシア科学アカデミーの客員会員、1966年には正会員になった。そして1967年から90年にはアカデミーの理事、1990年以降は理事長となった。また国際科学アカデミーの名誉会員となった。

## 受賞歴・記念
- レーニン賞（1959年）
- ノーベル物理学賞（1964年）
- 社会主義労働英雄（1969年、1982年）
- カリンガ賞（1986年）
- ソビエト連邦国家賞（1989年）
- レーニン勲章